# Томмі Робінсон
Стівен Крістофер Якслі-Леннон (англ. Tommy Robinson, уроджений — Стівен Крістофер Якслі-Леннон, англ. Stephen Christopher Yaxley-Lennon; нар. 27 листопада 1982) відомий як Томмі Робінсон, є англійським ультраправим активістом який є політичним радником лідера партії незалежності Великої Британії (UKIP) Жерара Баттена. Робінсон був співзасновником, колишнім представником і колишнім лідером спірної організації англійської ліги оборони (EDL). Він був членом Британської національної партії (BNP) з 2004 по 2005 рр. Протягом короткого часу в 2012 році він був спільним заступником голови Британської партії свободи (BFP). Раніше він використовував псевдоніми та фальшиві документи під іменами Ендрю МакМастер, Пол Гарріс і Уейн Кінг.
Робінсон очолив EDL з 2009 року до 8 жовтня 2013 року. Він продовжив свою діяльність як активіст, а в 2015 році став залучений до розвитку Pegida UK, британської філії німецької організації Pegida (Патріотичні європейці проти ісламізації Заходу). З 2017 року до 2018 року Робінсон з'явився в онлайн-роликах для The Rebel Media, канадського крайньо правого політичного сайту.
У травні 2018 року Робінсон був засуджений до 13 місяців позбавлення волі за неповагу до суду.

## Біографія
Народився Стівен Крістофер Якслі в Лутоні, Англія. Під час інтерв'ю з Вікторією Дербішир на BBC Radio Five у 2010 році, він сказав, що його батьки «були ірландськими іммігрантами в цю країну». Його мати, яка працювала в місцевій пекарні, одружилася, коли Робінсон був ще молодий; його вітчим, Томас Леннон, працював на заводі автомобілів Vauxhall у Лутоні.

## Англійська ліга оборони

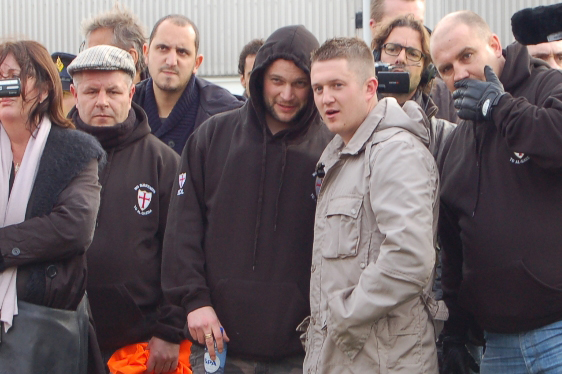
Робінсон з демонстрантами EDL в Амстердамі в 2010 році

## Вихід з EDL
У квітні 2012 року Робінсон взяв участь у програмі телевізійного серіалу Бі-Бі-Сі «Великі питання», де обговорювався крайній правий екстремізм. Мо Ансар, британський мусульманський політичний і соціальний коментатор, брав участь у цій же програмі і запросив Робінсона приєднатися до нього і його сім'ї на вечерю. Це призвело до декількох зустрічей протягом наступних 18 місяців між Робінсоном та Ансаром для обговорення ісламу, ісламізму та мусульманської спільноти у супроводі команди BBC, яка створила документальний фільм "Коли Томмі зустрічався з Мо ". 8 жовтня 2013 року Кілліам провів прес-конференцію з Робінсоном і заступником лідера EDL Кевіном Керролом, щоб повідомити, що Робінсон і Керролл залишили EDL. Робінсон сказав, що розглядає можливість тривалого від'їзду через занепокоєння з приводу «небезпек крайнього правого екстремізму». Робінсон сказав, що його метою було «протидіяти ісламістській ідеології […] не насильством, а демократичними ідеями». Десять інших високопоставлених діячів залишили EDL разом з Робінсоном і Керролом, а Тім Аблітт став новим лідером EDL.

## Пізніша діяльність

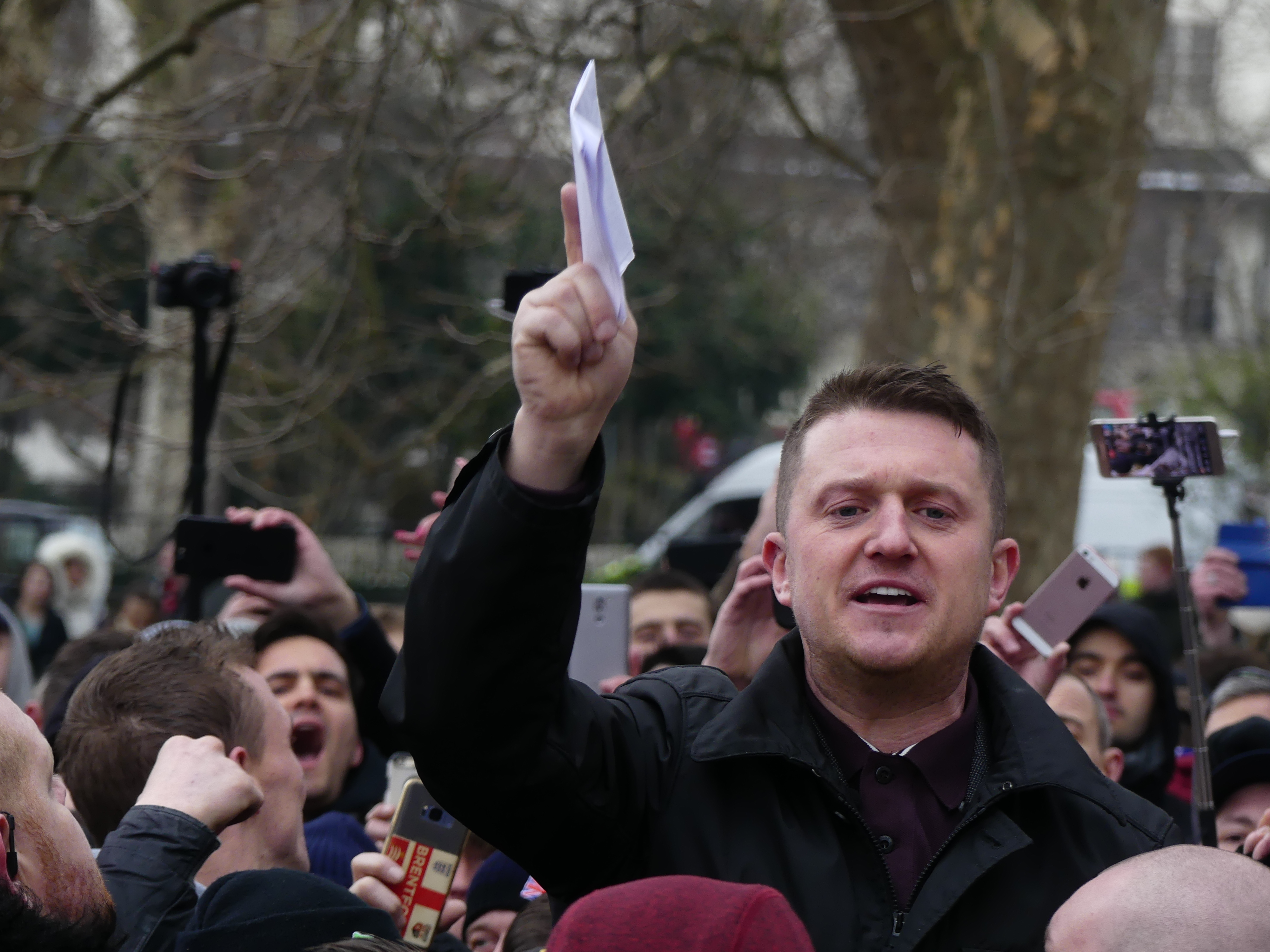
18 березня 2018 року, Робінсон говорить

## Позови про неповагу
Попав у в'язницю у 2017 і 2018 через неповагу до суду.
Обидва вироки були призначені за кримінальне правопорушення за неповагу до суду, яке може включати виступи або публікації, які створюють «суттєвий ризик того, що правосуддя в розглянутому провадженні буде серйозно ускладнене або упереджене».

#### Дії прихильників

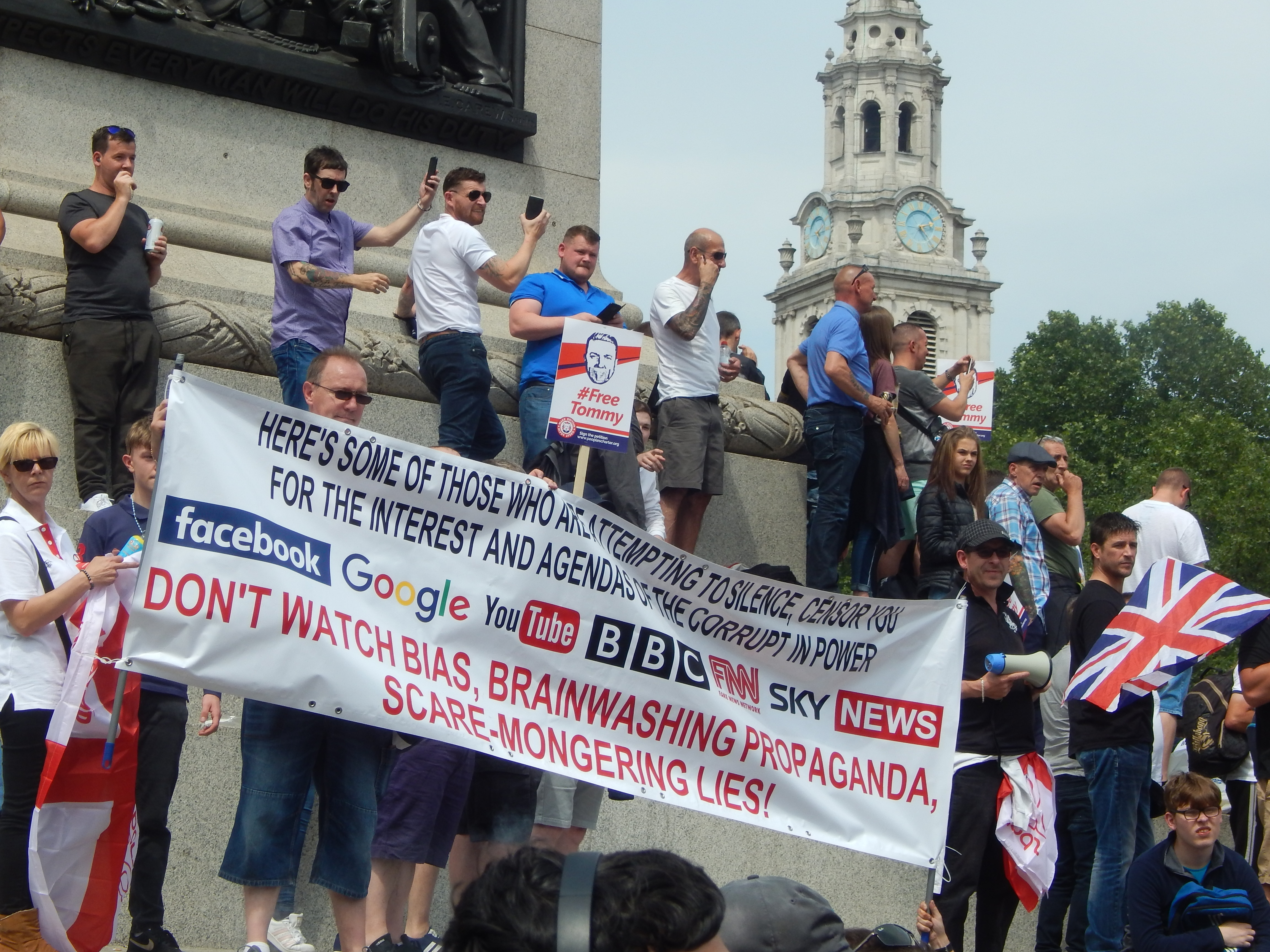
9 червня 2018, Трафальгарська площа: протести за звільнення Робінсона